# Briefmarkenhandlung

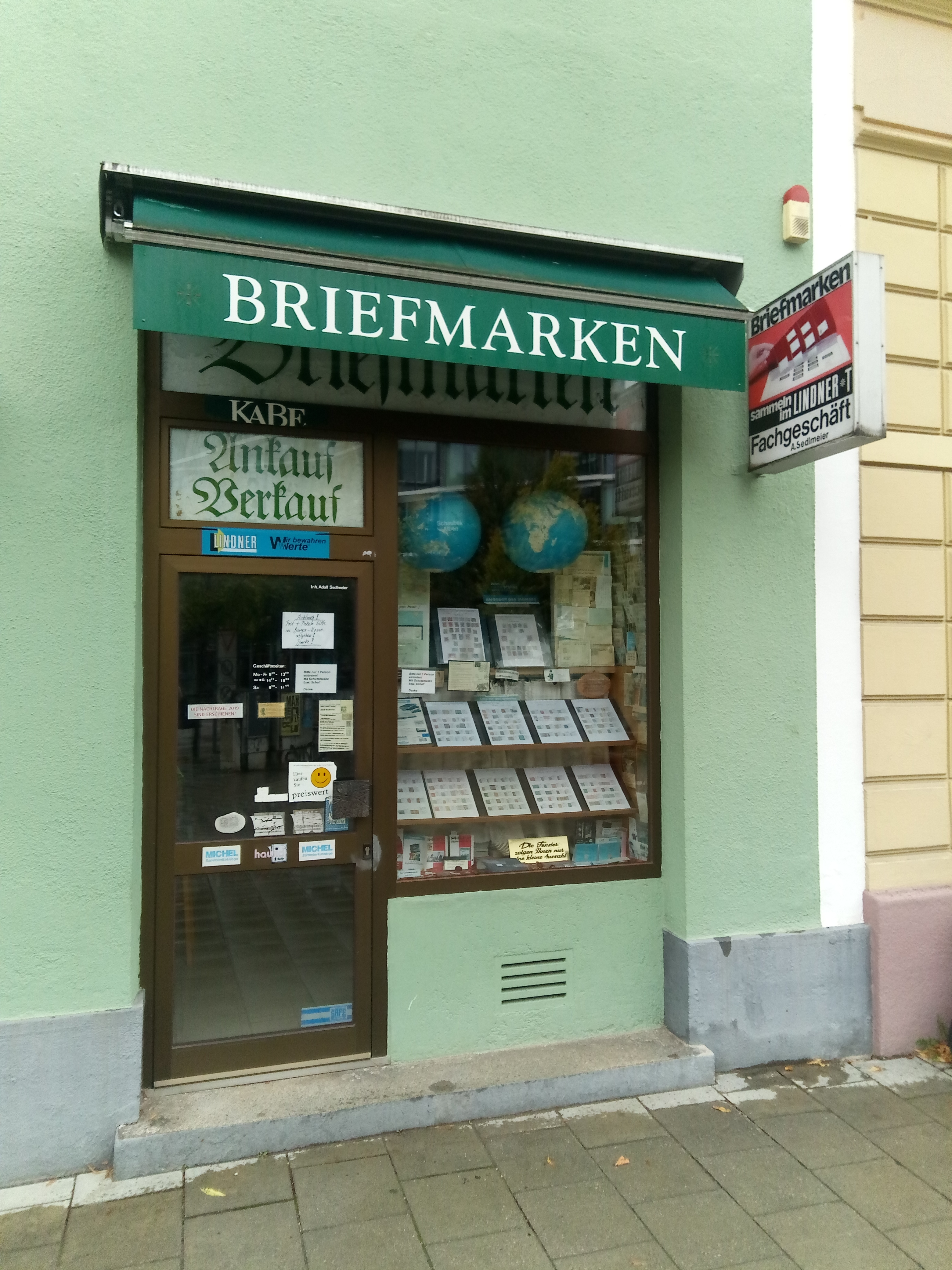
Briefmarken-Fachgeschäft in München

Eine Briefmarkenhandlung ist ein Geschäft, in dem ein Philatelist Postwertzeichen und posthistorische Belege erwerben kann. Einzelpersonen, die in diesem Bereich tätig sind, nennt man Briefmarkenhändler.
Die weltweit erste Briefmarkenhandlung wurde in New York City im Jahre 1860 eröffnet. Zu diesem Zeitpunkt war die erste Briefmarke der Welt, die One Penny Black, 20 Jahre alt. In dieser Briefmarkenhandlung wurden die Sammlerstücke noch mit Stecknadeln aufgespießt, um sie dem interessierten Käufer besser präsentieren zu können.
In Deutschland wurde die erste Briefmarkenhandlung nur kurze Zeit später im Jahre 1862 in Leipzig gegründet. Diese Briefmarkenhandlung mit Namen Zschiesche & Köder verkaufte unter anderem auch die ersten deutschen Briefmarkenkataloge und die ersten Briefmarkenalben in Deutschland. Im Jahre 1863 eröffnete Oscar Jann in Breslau die zweite deutsche Briefmarkenhandlung.
Die älteste noch existierende Briefmarkenhandlung ist Stanley Gibbons. Diese besteht seit 1874 in London und wurde von Edward Stanley Gibbons gegründet.

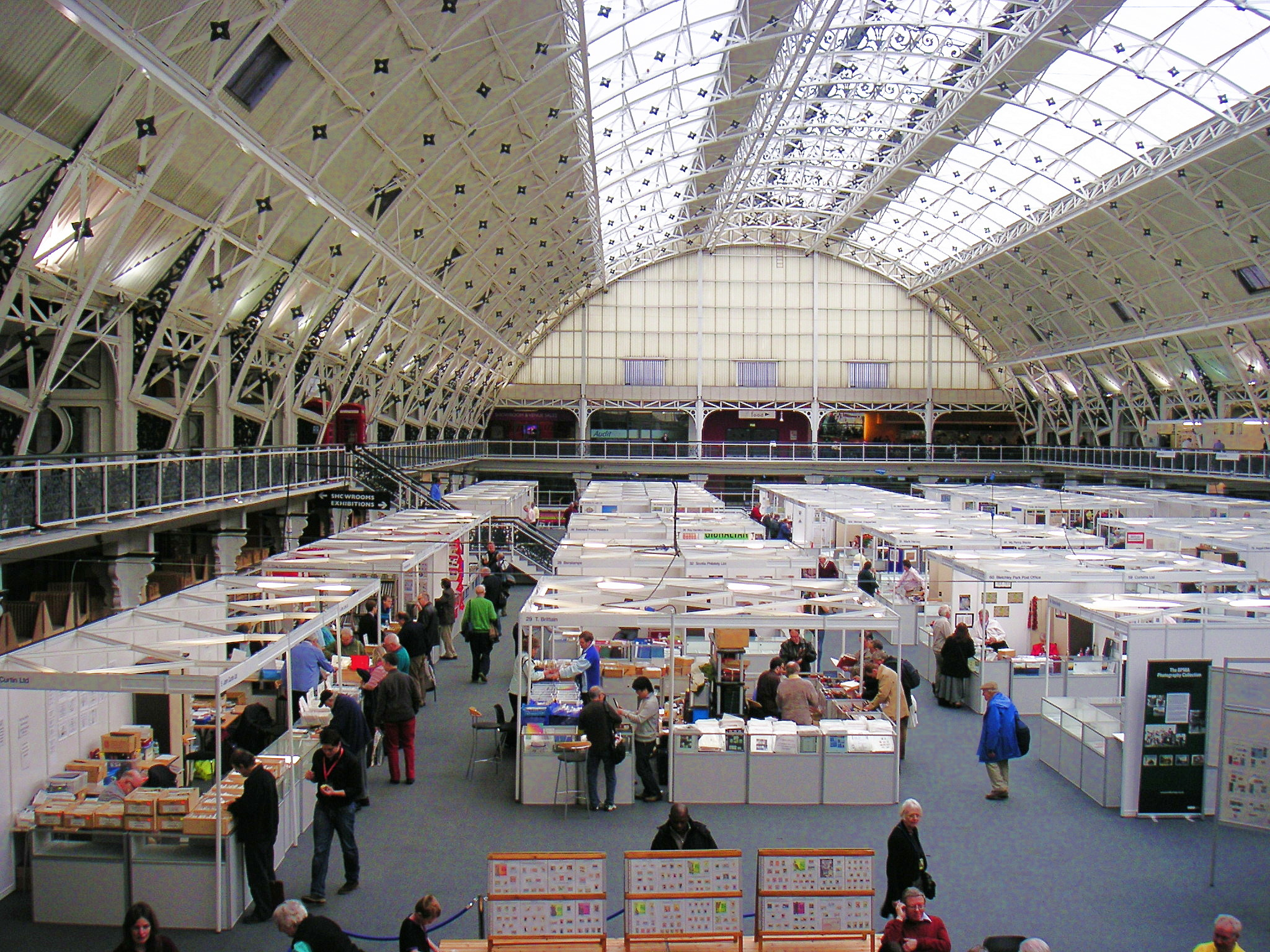
Händler bei der Londoner Briefmarkenausstellung Stampex

Briefmarkenhändler sind oft auf Briefmarkenausstellungen vertreten.

## Bekannte Briefmarkenhandlungen
- Borek, 1906 von Richard Borek gegründete deutsche Briefmarkenversandhandlung
- Briefmarkenhandlung Rober F. Jansen, Inh. Sven Klauke e.K., gegründet 2. Juli 1959 in Bonn
- Yvert et Tellier, 1895 gegründete französische Briefmarkenhandlung
- Karl Pfankuch & Co, Braunschweig, gegründet 1919
- Hermann E. Sieger, Lorch (Württemberg), gegründet 1922 von Hermann E. Sieger

## Bekannte Briefmarkenhändler
- Théodore Champion (1873–1954), schweizerisch-französischer Radsportler und Briefmarkenhändler
- David Feldman (* 1947), irischer Briefmarkenauktionator
- Philipp Kosack (1869–1938), deutscher Briefmarkenhändler
- Hugo Krötzsch (1858–1937), deutscher Briefmarkenhändler
- Théophile Lemaire (1865–1943), französischer Briefmarkenhändler
- Hugo Michel (1866–1944), deutscher Briefmarkenhändler
- Jean-Baptiste Moens (1833–1908), belgischer Briefmarkenhändler
- John Walter Scott (1845–1919), US-amerikanischer Briefmarkenhändler
- Hermann E. Sieger (1902–1954), deutscher Briefmarkenhändler
- Henry Stolow (1901–1971), lettischer Briefmarkenhändler
- Jakob von Uexküll (* 1944), schwedisch-deutscher Philatelist und Stifter des Right Livelihood Award
- Karl Pfankuch (1883–1952), ein deutscher Buchhändler, Verleger, Antiquar und Briefmarkenhändler